# Perxe de Capam
El Perxe de Capam és una obra de la Fatarella (Terra Alta) inclosa a l'Inventari del Patrimoni Arquitectònic de Catalunya.

## Descripció
Perxe amb habitatge per damunt, que es troba en l'encreuament de dos carrers, el del Forn i el de la Font. Una mica més avall hi havia el portal de Cal Mossenye, avui perdut, que era una de les portes de la vila.
És, en la seva major part, de pedra i trossos de maçoneria. Té dos arcs, un apuntat i l'altre carpanell, que serveixen per recolzar les bigues de fusta.

## Història
L'any 1570 la vila era closa, amb tres portals: el de Can Mossenye, Ca la Giralda i Can Cabús, tots perduts actualment.
Posteriorment n'aparegueren altres dos: Can Bó i Ca la Monja, que encara resten.
Els perxes interiors es conserven.